# Catathyridium
Catathyridium is een geslacht van straalvinnige vissen uit de familie van amerikaanse tongen (Achiridae).

## Soorten
- Catathyridium garmani (Jordan, 1889)
- Catathyridium grandirivi (Chabanaud, 1928)
- Catathyridium jenynsii (Günther, 1862)
- Catathyridium lorentzii (Weyenbergh, 1877)